# Rugao
Rugao, tidigare även känt som Jukao, är en stad på häradsnivå som lyder under Nantongs stad på prefekturnivå i Jiangsu-provinsen i östra Kina. Den ligger omkring 170 kilometer öster om provinshuvudstaden Nanjing. 